# UBC Hannover
Der UBC Hannover war eine im Jahr 2002 gegründete Basketballmannschaft in Hannover, die sich im Jahr 2014 aufgelöst hat.

## Beschreibung
Das Kürzel „UBC“ im Namen des 2002 aus der Taufe gehobenen Vereins steht für „United Basketball Club“. Die Gründer waren die Zwillingsbrüder Markus und Michael Goch, William Strauss, Mahmut Ataman, Mario Skopjanac, Conrad Lagemann und Thomas Lüttig. Die Goch-Zwillinge prägten das Geschehen des Vereins unter anderem in der Geschäftsführung, als Geldgeber und auch in sportlicher Hinsicht. Mit der Gründung des Vereins wurde eigener Angabe nach das Ziel verfolgt, „Bundesliga-Basketball nach Hannover zurückzubringen“. Man schrieb sich auf die Fahnen, einen Ansatz umzusetzen, der „einem modernen Verständnis von leistungsorientiertem Basketball entspricht“.
Michael Goch übernahm 2002 das Traineramt, die Mannschaft war ihren Gegnern in den unterklassigen Ligen meist deutlich überlegen und stieg Jahr für Jahr auf. Dies lag unter anderem am Einsatz ausländischer Profispieler: So wurde der UBC etwa im Spieljahr 2005/06 in der Oberliga Ost vom Kanadier Richard Brenton, dem US-Amerikaner Michael Claxton und zeitweise ebenfalls von den Deutsch-Amerikanern Ian Bey und Markus Hallgrimson verstärkt. Zum Gewinn der Meisterschaft in der 2. Regionalliga in der Saison 2006/07 trugen wiederum Profispieler aus Nordamerika (Jason van Eck, Tim Haley, William Bonner) erheblich bei, mit Ismail Yaldiz gehörte des Weiteren ein deutscher Spieler mit Zweitligaerfahrung zur Mannschaft, die das Spieljahr ohne Niederlage abschloss. In der 1. Regionalliga wurde der UBC im Spieljahr 2007/08 Zweiter hinter dem Osnabrücker SC. Van Eck, Haley und Bonner gehörten wiederum zu den Leistungsträgern, mittlerweile waren auch die mit Erst- beziehungsweise Zweitligaerfahrung ausgestatteten David Arigbabu und Jan-Peter Prasuhn zum Aufgebot gestoßen. Der Aufstieg gelang diesmal als Nachrücker: Auf der Tagung der Arbeitsgemeinschaft 2. Basketball-Bundesliga im Frühherbst 2008 wurde dem UBC der freie Platz in der 2. Bundesliga ProB 2008/09 zugesprochen. Das ProB-Spieljahr 2008/09 wurde auf dem zehnten Tabellenplatz abgeschlossen. Michael Goch gab das Traineramt im Sommer 2009 nach sechs Aufstiegen in Folge ab, blieb als Gesellschafter des Lizenznehmers UBC Tigers GmbH (gegründet im September 2007), Vorstandsvorsitzender des UBC und Sportlicher Leiter aber in der Verantwortung. Neuer Trainer wurde Mahmut Ataman, der 2002 zu den UBC-Gründungsmitgliedern gehört hatte. Als mittelfristiges Ziel wurde 2009 ausgegeben, spätestens 2011 in der Basketball-Bundesliga anzutreten.
Wie bereits der Aufstieg in die ProB gelang der Sprung in die zweithöchste deutsche Spielklasse, die 2. Basketball-Bundesliga ProA, im Jahr 2009 nicht auf sportlichem Wege. Da Mannschaften auf ihr Teilnahmerecht verzichtet hatten, bewarb sich der UBC um einen Platz und erhielt den Zuschlag. Die Vergabe erfolgte durch ein Verfahren, in dem die finanziellen Mittel, die Zuschauerkapazität der Spielhalle sowie die sportliche Platzierung berücksichtigt wurden. Damit gelang es dem UBC, seit Vereinsgründung ununterbrochen von der untersten Spielklasse bis in die 2. Bundesliga aufzusteigen. Die Heimspiele wurden in der 2. Bundesliga ProA nicht mehr in der Universitätssporthalle Am Moritzwinkel, sondern in der größeren AWD-Hall ausgetragen. Nach eigener Aussage wurde bei den Heimspielen ein Rahmenprogramm geboten, „das einen klaren Kontrast zur gewöhnlichen Unterhaltung in deutschen Hallen“ darstellte. Zusätzlich zum Profisport führte der UBC Basketballprojekte in Schulen durch. Im Dezember 2010 wurde Trainer Ataman entlassen, die Mannschaft stand zu dem Zeitpunkt auf dem siebten Tabellenplatz. Nachfolger Atamans wurde dessen Assistent Michael Mai. Die Mannschaft geriet im weiteren Verlauf der Saison in Abstiegsgefahr, schaffte als Tabellenzwölfter aber den Klassenerhalt.
Am 4. Mai 2011 wurde dem Verein vom Verband wegen einer unbezahlten Rechnung in Höhe von 183 Euro die Lizenz verweigert, wogegen Einspruch erhoben wurde, welchem am 27. Mai 2011 stattgegeben und daraufhin die Lizenz erteilt wurde. Die UBC-Geschäftsführung und die Ligaleitung hatten sich im Rahmen der Auseinandersetzung gegenseitig öffentlich Verfehlungen vorgeworfen. Aus wirtschaftlichen Gründen gab der Verein am 30. Juni 2011 allerdings die Lizenz für die 2. Basketball-Bundesliga ProA zurück und trat ab der Saison 2011/12 wieder in der 2. Basketball-Bundesliga ProB an. Die Heimspiele wurden dann wieder in der Universitätssporthalle Am Moritzwinkel („UBC-Dome“) ausgetragen. Im Spieljahr 2012/13 verpasste der UBC als Tabellenneunter den Sprung in die ProB-Endrunde, was als Mindestziel ausgegeben worden war, daraufhin und nachdem es „vermehrt zu Unstimmigkeiten über die Führung und Weiterentwicklung der Mannschaft“ gekommen war, gingen der UBC und Trainer Mai nach dem Saisonende getrennte Wege.
Unter dem neuen Trainer Anton Mirolybov schlossen die Hannoveraner die Punktrunde der Saison 2013/14 als Tabellenführer der ProB-Nordstaffel ab, schieden aber im Achtelfinale gegen Baunach aus. Anfang April 2014 stieg die Easydisplay GmbH als Hauptgeldgeber der Mannschaft aus. Das von UBC-Sportdirektor Michael Goch und Markus Goch (Geschäftsführer der UBC-Betreibergesellschaft) geführte Unternehmen hatte die Mannschaft in den vorangegangenen Jahren eigener Aussage nach „überdurchschnittlich stark unterstützt“. Die UBC-Macher sahen laut Michael Goch im April 2014 keine Aussicht für einen perspektivisch angestrebten Aufstieg in die Bundesliga, „da weder wirtschaftliche noch strukturelle Voraussetzungen für einen Trainings- und Spielbetrieb auf Bundesliganiveau“ gegeben seien. Goch zufolge habe es wegen einer „katastrophalen Hallensituation und fehlender Sponsoren“ keine Perspektive für höherklassigen Basketball in Hannover gegeben. Ende Juli 2014 wurde das Ende des UBC Hannover mitgeteilt, die Gebrüder Goch zogen sich aus dem Basketball zurück. Der UBC Hannover tauschte sein Teilnahmerecht für die ProB mit dem Regionalligisten SC Itzehoe, so dass Hannover in der Regionalliga hätte antreten können. Im Gespräch mit der Zeitung HAZ machte Michael Goch allerdings deutlich, dass der UBC nicht in der Regionalliga antreten würde. Zwischenzeitlich hatte der Verein über 100 aktive Mitglieder und schickte vier Mannschaften in verschiedenen Ligen an den Start. Durch ein stetig wachsendes Zuschauerinteresse verfolgten teils mehr als 1000 Menschen die Spiele der 1. Mannschaft. Der Verein UBC Hannover e. V. war von der Auflösung nicht betroffen, die Cheerleading-Abteilung blieb weiter im Verein organisiert.

### Trainerchronik
| Amtszeit     | Trainer         |
| ------------ | --------------- |
| 2002–2009    | Michael Goch    |
| 2009–12/2010 | Mahmut Ataman   |
| 12/2010–2013 | Michael Mai     |
| 2013–2014    | Anton Mirolybov |

## Team 2013/2014
| Name            | Position  | Nationalität |
| --------------- | --------- | ------------ |
| Anton Mirolybov | Headcoach | Finnland     |

| Name              | Position      | Geburtsjahr | Größe  | Nationalität       |
| ----------------- | ------------- | ----------- | ------ | ------------------ |
| Rodriguez Sherman | Point Guard   | 1987        | 1,88 m | Vereinigte Staaten |
| Jan Peter Prasuhn | Power Forward | 1982        | 1,98 m | Deutschland        |
| Henje Knopke      | Guard         | 1985        | 1,93 m | Deutschland        |
| Benjamin Fumey    | Forward       | 1987        | 2,03 m | Deutschland        |
| Kendall Chones    | Center        | 1992        | 2,01 m | Vereinigte Staaten |
| Maurice Williams  | Guard         | 1983        | 1,93 m | Vereinigte Staaten |
| Tobias Welzel     | Point Guard   | 1990        | 1,83 m | Deutschland        |
| Jannik Lodders    | Forward       | 1992        | 1,98 m | Deutschland        |
| Daniel Boahene    | Power Forward | 1990        | 2,03 m | Deutschland        |
| Gary Gibson       | Point Guard   | 1986        | 1,88 m | Vereinigte Staaten |
| Francesco Yanduka | Forward       | 1993        | 2,00 m | Deutschland        |

## Bekannte ehemalige Spieler
- Jacob Doerksen (Karriere beendet)
- Richard Williams
- Michael Claxton (Karriere beendet)
- Andrej Mangold
- Benjamin Fumey
- Tobias Welzel (Karriere beendet)
- Sebastian Eisenblätter (Karriere beendet)
- Florian Fleischer (Karriere beendet)
- David Arigbabu (Karriere beendet)
- Stuart Turnbull (Karriere beendet)
- Emmanuel Holloway (Karriere beendet)
- Björn Schoo (Karriere beendet)
- Emanuel Willis (Karriere beendet)
- Waldemar Buchmiller (Karriere beendet)
- Babis Douloudis (Karriere beendet)
- Steven Monse (Karriere beendet)
- Jason van Eck (Karriere beendet)
- Tim Haley (Karriere beendet)
- Steve Janzen (Karriere beendet)
- Jan-Peter Prasuhn (Karriere beendet)
- Jannik Lodders
- Maurice Williams (Karriere beendet)

## Vergangene Spielzeiten
- 2007/2008: 02. Platz Regionalliga Nord (Aufstieg in die ProB)
- 2008/2009: 10. Platz ProB (Aufstieg in die ProA durch Wildcard der Liga)
- 2009/2010: 12. Platz ProA
- 2010/2011: 12. Platz ProA (freiwilliger Rückzug in die ProB nach Saisonende)
- 2011/2012: 01. Platz ProB–Nord (anschließend 1:2 im Play-off-Halbfinale gegen SC RASTA Vechta ausgeschieden)
- 2012/2013: 09. Platz ProB–Nord
- 2013/2014: 01. Platz ProB–Nord (anschließend 1:2 im Play-off-Achtelfinale gegen 1. FC Baunach ausgeschieden)

## Cheerleading
Seit Juni 2011 gab es auch eigene Cheerleader beim UBC. Das Team der UBC Tigers Cheerleader trennte sich im Sommer 2011 von ihrem damaligen Verein und trat dem UBC bei. Das Team brachte Erfahrung in Sachen Basketball-Spielbegleitung mit, da es bereits seit Anfang 2006 regelmäßig die Spiele des UBC begleitet. Im Frühjahr 2012 vergrößerte sich der Bereich des Cheerleadings im UBC noch weiter. Zu der bestehenden und etablierten gemischten Mannschaft aus Männern und Frauen kam ein reines Damen-Team und eine Nachwuchsmannschaft. Somit konnte die Sportart beim UBC ab dem elften Lebensjahr betreiben. Die Tigers Cheerleader bereiten sich neben den Spielen in der Basketballsaison auf nationale und internationale Wettkämpfe vor und trainieren ca. drei Mal pro Woche. Die einzelnen Disziplinen umfassten Bodenturnen, Stunts, Baskets, Pyramiden (Akrobatik) und Tanz.